# Karin O'Reilly Clashing
Karin O'Reilly Clashing (sinh năm 1992) là một vận động viên bơi lội người Antigua. Cô được sinh ra ở San José, Costa Rica. Cô đã tham gia cuộc thi tự do 50m nữ tại Thế vận hội Mùa hè 2012 ở London, kết thúc với thời gian 30,02 giây để chiến thắng sức nóng của cô, nhưng không đủ điều kiện cho vòng tiếp theo khi cô đứng ở vị trí thứ 55 chung cuộc. Mẹ cô, Edith O'Reilly Clashing, là huấn luyện viên của cô. Cô là thành viên sáng lập của Câu lạc bộ bơi lội dưới nước Wadadli Lưu trữ ngày 16 tháng 5 năm 2013 tại Wayback Machine. Em gái của cô, Christal, đã tham dự Thế vận hội 2004 ở Athens, bơi tự do 50m.